# Кент Ховинд
Кент И. Ховинд (енгл. Kent E. Hovind; Колорадо, 15. јануар 1953) је амерички креациониста и теоретичар завере. Ховинд заступа креационистичку науку и циљ му је да убеди саговорнике да одбаце теорије еволуције, геофизике и космологије у корист стварања света по Библији. Неке његове идеје су критиковале организације које заступају идеје о младој Земљи као што је Answers in Genesis.
Ховинд је основао свештеничку службу Creation Science Evangelism ministry 1989. године. Добио је докторат на тему хришћанског образовања дописним путем на неакредитованом Патриотском универзитету 1991. Од тада је често држао предавања о младој Земљи у приватним школама и црквама и у радијским и телевизијским емисијама. Ховинд је такође и власник тематског парка Dinosaur Adventure Land, чији је циљ да прикаже суживот људи и диносаруса од пре неколико хиљада година.
Од јануара 2007. Ховинд се налази на издржавању десетогодишње затворске казне пошто је осуђен за кршење 58 федералних прописа, од чеа су 12 порески прекршаји, једна тачка је ометање федералних агената и 45 тачака се тичу новчаних трансакција. Казну тренутно издржава у месту Флоренс у Колораду.

## Креационизам

### Ховиндова теорија
Ховинд је уобличио своју верзију идеје о младој Земљи у „Ховиндову теорију“ која потиче из различитих креационистичких извора. Ховиндова теорија је представљана на Ховиндом предавањима и у његовој књизи „Демаскирање лажне религије еволуције“. Ховинд је објаснио библијску причу о Нојеу на следећи начин: Нојева породица и по два припадника сваке „врсте“ животиње (укључујући и младе диносаурусе) су се укрцали на Нојеву барку пре него што се ледени метеор распао на путу ка Земљи. Неки од делова метеора су постали прстенови су изазвали кратере на Месецу и на неким планетама. Преостали ледени фрагменти су пали на Северни и Јужни пол Земље привучени силом Земљиног магнетског поља.
Ховинд објашњава да фосили потичи од милијарди организама које су настрадали у потопу, закопаних и фосилизованих. „Суперхладни снег“ који је пао близу полова је закопао мамуте у стојећем положају. Лед на Северном и Јужном полу је поломио земљину кору ослободивши гејзире из дубине, који су изазвали неке ефекте типично за ледено доба. Ово је изазвало да Земља подрхтава и пад облак од водене паре који ју је окруживао.
Током првих пар месеци потопа, мртве животиње и биљке су затрпане и постале су нафта и угаљ. У задњих пар месеци су се десиле геолошке нестабилности, када је дошло до раздвајања тектонских плоча. У овом периоду је дошло до стварања оеканских басена и планинских венаца, и због протока велике величине воде је дошло до великих ерозија, нпр да је Велики кањон Колорада настао за пар недеља. После неколико стотина година, ледени покривач се полако повлачио до своје садашње величине и ниво окена је пораста, стварајући континенталне плоче. Дубљи океани су апсорбовали већину угљен-диоксида у Земљиној атмосфери и тако омогућили да велике количине радијације допру до земљине површине. Коначно, људски животни век се знатно смањио у време Фалека.
Критичари Ховиндове теорије истичу да се Ховиндова теорија „обраћа онима који су несвесни да су његови „докази“ без основа“. Даље, изводљивост Ховиндове теорије су критиковали и научници и други креационисти који подржавају идеју о младој Земљи.
Ховиндове идеје су се објављивали у Чиковим трактатима, стрипу који има циљ за преобрћање људи у фундаменталистичко хришћанство.

### Ховиндов изазов
Да би оспорио Дарвинову теорију еволуције, Ховинд је изјавио:
| „ | Имам сталну понуду од 250.000$ за свакога ко може дати било какав емпиријски доказ (научни доказ) за еволуцију. Моја понуда од 250.000 долара показује да хипотеза еволуције није ништа више од верских уверења. НАПОМЕНА: Када користим реч еволуција, не мислим на мале варијације се налазе у свим различитих животних форми (мицроеволутион). Мислим на општу теорију еволуције која верује ових пет главних догађаја одржана је без Бога: 1. Време, простор, материја и настао од себе. 2. Планете и звезде формиране од свемирске прашине. 3. Материја створио живот по себи. 4. Рано животних облика научили да се репродукују. 5. Велике промене догодиле између ових различитих облика живота (тј. рибе промењен водоземаца, водоземаца промењен у рептила, и гмизавци промењен птица или сисара). | ” |

### Одговор на изазов
Критичари сматрају овај изазов као подметачину због услова које је Ховинд поставио. „Теорија еволуције“ као што ју је дефинисао Ховинд не обухвата само процес еволуције, већ и абиогенезу, астрофизику и космологију. Такође, за разлику од Ховинда, научници у области еволуционе биологије не праве разлику између микроеволуције и макроеволуције, већ сматрају да се еволуција одвија као микроеволуција, а да је макроеволуција кумулативно деловање микроеволуције.
Критичари тврде да је овај изазов смишљен само због публицитета и тако да је немогуће победити јер захтева од изазивача да оповргне све могуће теорије о пореклу врста, без обзира на то колико су смешне.

## Порески прекршаји
Од јануара 2007. Ховинд се налази на издржавању десетогодишње затворске казне пошто је осуђен за кршење 58 федералних прописа, од чеа су 12 порески прекршаји, једна тачка је ометање федералних агената и 45 тачака се тичу новчаних трансакција. Казну тренутно издржава у месту Флоренс у Колораду.